# Nevio Valčić
Neven Valčić (Loborika, Pula, 1. siječnja 1933. – Pula, 3. veljače 2007.), hrvatski biciklist. Iz obitelji je biciklista. Sinovac Bruno Valčić je biciklist i međunarodni biciklistički sudac, sin Luciano je biciklist, brat Josip bio je biciklist.

## Životopis
Rodio se 1. siječnja 1933. u Loboriki kod Pule. Natjecao se za biciklistički klub Pulu. Osvajao je prvenstva Jugoslavije. Pobijedio je 1958. u utrci Kroz Jugoslaviju, a tri je puta osvajao drugo mjesto. Četiri je puta pobijedio u utrci Jadranska magistrala, isto toliko puta bio državni prvak (jednom juniorski i tri puta seniorski), 1953. pobijedio je u utrci Kroz Istru. Na Olimpijskim igrama 1960.  u Rimu bio je na cestovnoj utrci 175 km pojedinačno zauzeo 12./33. mjesto, a ekipno – 15. mjesto. Pobijedio na više od 100 nacionalnih i međunarodnih utrka.
Od 2007. se u Loboriki se održava tradicionalna biciklistička utrka pod nazivom Memorijal Nevia Valčića. Organizatori Međunarodne biciklističke rekreativne utrke Granfondo Nevio Valčić su njegova djeca Luciano i Helena Valčić i biciklistički klub Pula.
Umro je 3. veljače 2007. u Puli.

## Vanjske poveznice
- Cycle Base
- il sito del Ciclismo